# 吹田市立北千里小学校
吹田市立北千里小学校（すいたしりつ きたせんりしょうがっこう）は、かつて大阪府吹田市古江台三丁目にあった公立小学校。

## 概要
1970年代に千里ニュータウンの人口の激増に伴い吹田市立青山台小学校・吹田市立古江台小学校の2校がマンモス校化してきたことへの対策として、1973年に両校校区の一部を分離し、両校校区のほぼ中間に建設された。
校舎と運動場が幹線道路をまたいで立地し、校舎と運動場は学校専用の陸橋で結ばれていた。
しかし少子化や千里ニュータウンの高齢化により、周辺校を含めた地域全体で児童数の減少傾向が目立つようになった。このため吹田市は2004年3月、分離元の2校へ再統合する形で北千里小学校を廃校する方針を発表した。当初は2005年4月の統廃合実施を検討していたが、地域住民から反対や疑問の声が出されたことなどから統廃合計画実施は延期された。
その後地域との折衝を進め、統廃合の第一段階として、校区のうち元の青山台小学校校区だった地域を2007年度に青山台小学校校区へ編入した。さらに残る校区も2009年3月31日に古江台小学校に統合する形で廃校となった。
学校跡地には2009年10月5日、吹田市民協働学習センター・吹田市中央公民館・市民活動支援室が移転した。また移転にあわせ、学校跡地の一角には「北千里小学校メモリアル室」も設けられている。

## 沿革
- 1973年4月1日 - 吹田市立北千里小学校として開校。青山台小学校・古江台小学校から2・3年生が移籍。

当時の校区は青山台1丁目（旧青山台小学校校区）・古江台3丁目（旧古江台小学校校区）。
- 1973年10月15日 - 開校式を実施。
- 2004年3月 - 「吹田市学校規模第2期適正化事業」の対象校となり、青山台小学校・古江台小学校の2校への統合で北千里小学校を廃校する方針が発表される。
- 2007年4月 - 校区変更。従来の校区のうち、青山台1丁目を青山台小学校の校区へ分離編入。
- 2009年3月31日 - 古江台小学校へ統合し、廃校。

## 通学区域
- 吹田市 古江台3丁目。
- 吹田市 青山台1丁目（2006年度まで。2007年度・2008年度の2年間は廃校に伴う移行措置として調整区域）。

卒業生は吹田市立青山台中学校に進学していた。但し2008年度卒業の古江台3丁目在住者は吹田市立古江台中学校、吹田市立青山台中学校のどちらかへの進学の選択が可能であった為、校区が近いこともありほぼ全員が吹田市立青山台中学校への進学を希望した。

## 交通
- 阪急千里線 北千里駅 西へ約550m。